# Cypr na Letnich Igrzyskach Olimpijskich 2016
Cypr na Letnich Igrzyskach Olimpijskich 2016 reprezentowało szesnaścioro zawodników: dziesięciu mężczyzn i sześć kobiet. Był to dziesiąty start reprezentacji Cypru na letnich igrzyskach olimpijskich.

## Skład reprezentacji

### Gimnastyka
| Zawodnik        | Konkurencja            | Kwalifikacje | Kwalifikacje | Kwalifikacje | Kwalifikacje | Kwalifikacje | Kwalifikacje | Kwalifikacje | Kwalifikacje | Finał    | Finał    | Finał    | Finał    | Finał    | Finał    | Finał  | Finał   | Źródło |
| Zawodnik        | Konkurencja            | Przyrząd     | Przyrząd     | Przyrząd     | Przyrząd     | Przyrząd     | Przyrząd     | Razem        | Pozycja      | Przyrząd | Przyrząd | Przyrząd | Przyrząd | Przyrząd | Przyrząd | Razem  | Pozycja | Źródło |
| Zawodnik        | Konkurencja            | F            | PH           | R            | V            | PB           | HB           | Razem        | Pozycja      | F        | PH       | R        | V        | PB       | HB       | Razem  | Pozycja | Źródło |
| --------------- | ---------------------- | ------------ | ------------ | ------------ | ------------ | ------------ | ------------ | ------------ | ------------ | -------- | -------- | -------- | -------- | -------- | -------- | ------ | ------- | ------ |
| Marios Georgiou | wielobój indywidualnie | 13,566       | 14,066       | 13,366       | 14,733       | 14,858       | 14,700       | 85,289       | 26.          | 0,000    | 0,000    | 0,000    | 12,833   | 14,466   | 9,433    | 34,732 | 23.     | [ 1 ]  |

### Kolarstwo

#### Kolarstwo szosowe
| Zawodnik           | Konkurencja                    | Czas | Pozycja | Źródło |
| ------------------ | ------------------------------ | ---- | ------- | ------ |
| Antri Christoforou | wyścig ze startu wspólnego (k) | OTL  | OTL     | [ 2 ]  |

### Lekkoatletyka
Mężczyźni
Konkurencje biegowe
| Zawodnik        | Konkurencja        | Eliminacje | Eliminacje | Półfinał | Półfinał | Finał | Finał   | Źródło |
| Zawodnik        | Konkurencja        | Wynik      | Miejsce    | Wynik    | Miejsce  | Wynik | Miejsce | Źródło |
| --------------- | ------------------ | ---------- | ---------- | -------- | -------- | ----- | ------- | ------ |
| Milan Trajković | 110 m przez płotki | 13,59      | 16.        | 13,31    | 4.       | 13,41 | 7.      | [ 3 ]  |

Konkurencje techniczne
| Zawodnik               | Konkurencja  | Kwalifikacje | Kwalifikacje | Finał | Finał   | Źródło |
| Zawodnik               | Konkurencja  | Wynik        | Miejsce      | Wynik | Miejsce | Źródło |
| ---------------------- | ------------ | ------------ | ------------ | ----- | ------- | ------ |
| Apostolos Parelis      | rzut dyskiem | 63,35        | 8.           | 63,72 | 8.      | [ 4 ]  |
| Dimitrios Chondrokukis | skok wzwyż   | 2,26         | 12.          | 2,25  | 12.     | [ 5 ]  |
| Kiriakos Joanu         | skok wzwyż   | 2,26         | 12.          | 2,29  | 7.      | [ 5 ]  |

Kobiety
Konkurencje biegowe
| Zawodnik           | Konkurencja | Eliminacje | Eliminacje | Ćwierćfinał | Ćwierćfinał | Półfinał | Półfinał | Finał | Finał   | Źródło |
| Zawodnik           | Konkurencja | Wynik      | Miejsce    | Wynik       | Miejsce     | Wynik    | Miejsce  | Wynik | Miejsce | Źródło |
| ------------------ | ----------- | ---------- | ---------- | ----------- | ----------- | -------- | -------- | ----- | ------- | ------ |
| Ramona Papaioannou | 100 m       | BYE        | BYE        | 11,61       | 45.         | NQ       | NQ       | NQ    | NQ      | [ 6 ]  |
| Ramona Papaioannou | 200 m       | 23,10      | 35.        | N/A         | N/A         | NQ       | NQ       | NQ    | NQ      | [ 7 ]  |
| Eleni Artimata     | 200 m       | 23,27      | 39.        | N/A         | N/A         | NQ       | NQ       | NQ    | NQ      | [ 7 ]  |

Konkurencje techniczne
| Zawodniczka      | Konkurencja | Kwalifikacje | Kwalifikacje | Finał | Finał   | Źródło |
| Zawodniczka      | Konkurencja | Wynik        | Miejsce      | Wynik | Miejsce | Źródło |
| ---------------- | ----------- | ------------ | ------------ | ----- | ------- | ------ |
| Leontia Kallenou | skok wzwyż  | 1,80         | 32.          | NQ    | NQ      | [ 8 ]  |

### Pływanie
| Zawodnik                  | Konkurencja             | Eliminacje | Eliminacje | Półfinał | Półfinał | Finał | Finał   | Źródło |
| Zawodnik                  | Konkurencja             | Czas       | Miejsce    | Czas     | Miejsce  | Czas  | Miejsce | Źródło |
| ------------------------- | ----------------------- | ---------- | ---------- | -------- | -------- | ----- | ------- | ------ |
| Iacovos Hadjiconstantinou | 400 m dowolnym mężczyzn | 4:03,53    | 47.        | N/A      | N/A      | NQ    | NQ      | [ 9 ]  |
| Sotiria Neofytou          | 100 m motylkowym kobiet | 1:02,91    | 37.        | NQ       | NQ       | NQ    | NQ      | [ 10 ] |

### Podnoszenie ciężarów
Mężczyźni
| Zawodnik           | Konkurencja | Rwanie       | Rwanie       | Podrzut      | Podrzut      | Razem        | Pozycja      | Źródło |
| Zawodnik           | Konkurencja | Wynik        | Pozycja      | Wynik        | Pozycja      | Razem        | Pozycja      | Źródło |
| ------------------ | ----------- | ------------ | ------------ | ------------ | ------------ | ------------ | ------------ | ------ |
| Antonis Martasidis | −85 kg      | DSQ – doping | DSQ – doping | DSQ – doping | DSQ – doping | DSQ – doping | DSQ – doping | [ 11 ] |

### Strzelectwo
| Zawodnik          | Konkurencja    | Kwalifikacje | Kwalifikacje | Półfinał | Półfinał | Finał | Finał   | Źródło |
| Zawodnik          | Konkurencja    | Wynik        | Pozycja      | Wynik    | Pozycja  | Wynik | Pozycja | Źródło |
| ----------------- | -------------- | ------------ | ------------ | -------- | -------- | ----- | ------- | ------ |
| Andri Eleftheriou | skeet kobiet   | 64           | 15.          | NQ       | NQ       | NQ    | NQ      | [ 12 ] |
| Andreas Chasikos  | skeet mężczyzn | 118          | 16.          | NQ       | NQ       | NQ    | NQ      | [ 13 ] |

### Żeglarstwo
Mężczyźni
| Zawodnik        | Konkurencja | Wyścig | Wyścig | Wyścig | Wyścig | Wyścig | Wyścig | Wyścig | Wyścig | Wyścig | Wyścig | Wyścig | Wyścig | Wyścig | Punkty | Finałowa pozycja | Źródło |
| Zawodnik        | Konkurencja | 1      | 2      | 3      | 4      | 5      | 6      | 7      | 8      | 9      | 10     | 11     | 12     | M*     | Punkty | Finałowa pozycja | Źródło |
| --------------- | ----------- | ------ | ------ | ------ | ------ | ------ | ------ | ------ | ------ | ------ | ------ | ------ | ------ | ------ | ------ | ---------------- | ------ |
| Pawlos Kondidis | Laser       | 7      | 31     | 1      | 14     | 25     | 6      | 8      | 14     | 9      | 8      | N/A    | N/A    | 12     | 104    | 7.               | [ 14 ] |
| Andreas Kariolu | RS:X        | 12     | 12     | 16     | 23     | 10     | 6      | 18     | 27     | 23     | 22     | 19     | 20     | NQ     | 181    | 19.              | [ 15 ] |

M = Wyścig medalowy